# Калашников (фильм)
«Кала́шников» — российский биографический фильм режиссёра Константина Буслова. Премьера состоялась 20 февраля 2020 года.

## Сюжет
В начале Великой Отечественной войны танкист Михаил Калашников выполняет боевую задачу ценой тяжёлого ранения. 
22-летний фронтовик, в изобилии получивший малоприятный опыт тяжёлых боёв, совершенно отчётливо, хотя и интуитивно, представляет себе образ идеального стрелкового оружия, держать которое в руках мечтал бы любой боец Красной армии. После госпиталя, в далёком тылу Михаил Калашников экспериментирует, постепенно находя и отбирая инженерные решения, способные помочь нужному результату. В одной из конструкторских мастерских он встречает женщину, которая станет для своего Миши надёжным тылом, вдохновительницей и помощницей.
Уже на первом Всесоюзном конкурсе разработки Калашникова, в чём-то пока ещё беспомощные, обращают на себя внимание маститых оружейных конструкторов. Наконец, в 1947 году 28-летний старший сержант, слесарь-самоучка с далёкого Алтая, окончивший всего семь классов, представляет на очередной конкурс своё детище, которому суждено будет стать воинским символом XX века.

## В ролях
| Актёр               | Роль                                      |
| ------------------- | ----------------------------------------- |
| Юрий Борисов        | старший сержант Михаил Калашников         |
| Ольга Лерман        | Катерина Моисеева                         |
| Артур Смольянинов   | инженер Василий Лютый                     |
| Дмитрий Богдан      | майор Алексей Судаев                      |
| Валерий Баринов     | генерал Василий Дегтярёв                  |
| Эльдар Калимулин    | Александр Зайцев                          |
| Максим Битюков      | Андрей Иванович Казаков                   |
| Дмитрий Куличков    | майор Лебедев                             |
| Сейдулла Молдаханов | подполковник Басаров                      |
| Виталий Хаев        | генерал Павел Курбаткин                   |
| Анатолий Лобоцкий   | полковник Глухов                          |
| Алексей Вертков     | капитан госбезопасности Лобов             |
| Сергей Газаров      | начальник депо Павел Андреевич Кротов     |
| Валерий Афанасьев   | главный маршал артиллерии Николай Воронов |
| Ольга Бодрова       | эпизод (сцена вырезана)                   |

## Съёмочная группа
- Режиссёр-постановщик — Константин Буслов.
- Продюсеры — Константин Буслов и Сергей Бодров-ст.
- Исполнительный продюсер — Сергей Перепечко.
- Автор идеи — Сергей Горбунов.
- Авторы сценария — Анатолий Усов, Сергей Бодров-ст. при участии Алексея Бородачёва.
- Операторы-постановщики — Максим Шинкоренко, Леван Капанадзе.
- Художник-постановщик — Евгений Качанов.
- Художник по костюмам — Алексей Камышов.
- Художник по гриму — Юлия Шишкина.
- Режиссёр монтажа — Маргарита Смирнова.
- Монтажёр — Алексей Жулин.
- Композитор — Сергей Штерн.
- Звукорежиссёр — Анатолий Белозёров.
- VFX-продюсер — Павел Семерджян.
- Продюсер постпродакшн — Сергей Долгошеин.
- Первый ассистент режиссёра — Мария Шкляревская.
- Второй ассистент режиссёра — Максим Антипов, Анастасия Наумова.
- Кастинг — Ирина Мазаева.
- Ассистент по актёрам — Светлана Романова.
- Вторые операторы — Илья Иванов, Иван Мамонов, Андрей Питинов.
- Фокус-пуллеры — Евгений Ридель, Артур Баранов, Илья Иванов, Алексей Григорьянц.
- Стедикам — Сергей Книгин, Александр Кыхалов.
- Долли — Денис Фетисов, Сергей Фокин.
- Пилоты коптера — Никита Балмин, Руслан Прохоров, Сергей Моисеев, Лариса Немова, Андрей Таволжанский.
- Гафферы — Александр Тазов, Дмитрий Сартаков, Дмитрий Коваленко.
- Монтаж на площадке — Алена Кузнецова, Никита Склокин, Тимофей Павелко и Павел Смирнов.
- Звукорежиссёр на площадке — Александр Валенцов.
- Декоратор — Екатерина Миклашевская.
- Ассистенты режиссёра по реквизиту — Алексей Николаев, Максим Прозоров.
- Пиротехники — Владимир Гребенников, Владимир Поникаровский.
- Постановка трюковых сцен — Владимир Карпович.
- Фотограф — Светлана Маликова, Екатерина Голубь.
- Экономист — Карина Гирдо.
- Линейный продюсер — Елена Перепечко.
- Директор — Алексей Нестеркин.
- Заместитель директора на площадке — Завен Мартиросян, Виктор Замятин.
- Заместитель директора по железным дорогам — Антон Архипов, Александра Филянина.
- Локейшн менеджеры — Владимир Воронов, Марина Ерёмина, Алексей Носов, Сергей Рамзаев и Игорь Дашавский.

## Создание
Фильм создавался к 100-летию со дня рождения Михаила Тимофеевича Калашникова. Его сценарий писался на основании мемуаров конструктора, документов и воспоминаний знавших его людей, однако жанр художественного фильма оставил место определённым допущениям и собирательным образам. Особенно трепетно разработчики фильма отнеслись к воссозданию процесса разработки вооружения: эксклюзивно для фильма заводские мастера на основе исторических чертежей изготовляли оружие от пистолета-пулемёта до АК.
Исполнитель главной роли Юрий Борисов подчёркивает, что активно изучал жизненный путь своего персонажа, занимаясь поиском и сбором альтернативных источников, желая осознать сложность характера оружейника с его комплексами и рефлексиями. По словам Борисова, он лично видел Калашникова, и, когда тот проходил мимо, «…что-то прямо вылетело из него и ко мне прилетело! И потом я с этим ходил по площадке».
Работа над фильмом началась в августе 2018 года, съёмки велись в Подмосковье (в том числе в усадьбе Апраксиных), в Крыму, в Торжке и Шушарах под Петербургом. Костюмы и реквизит предоставила студия «Мосфильм», она же покровительствовала озвучиванию и записи звука. Сцену танкового сражения снимали на кинокомплексе «Военфильм» под Медынью, используя декорации «Подольских курсантов».
Первый трейлер фильма вышел 25 сентября 2019 года, второй — 30 декабря.
15 февраля 2020 года состоялся специальный показ фильма в Ижевске.

## Критика со стороны историков
Кандидат исторических наук Алексей Исаев отрицательно отозвался о фильме:

…сдается, что это комедия с какими-то совершенно надуманными конфликтами с каким-то там нестерпимым желанием отстрелять свой автомат, который уже давно находится там в серийном производстве (пробная серия уже выпускается). Совершенно какие-то детские вещи… То есть самые дикие нелепицы про войну, они озвучивались в этом фильме… перед нами сделали какого-то истерика... По сути сняли фильм, чтобы вытоптать тему, чтобы вот не рассказать про реального Калашникова…